# Campylopus umbellatus
Campylopus umbellatus är en bladmossart som beskrevs av Jean Édouard Gabriel Narcisse Paris 1894. Campylopus umbellatus ingår i släktet nervmossor, och familjen Dicranaceae. Inga underarter finns listade i Catalogue of Life.